# Republik Arzach
Die Republik Arzach (armenisch Արցախի Հանրապետություն Arzachi Hanrapetutjun), bis 2017 Republik Bergkarabach, war ein De-facto-Staat in Bergkarabach und Zentrum des Bergkarabachkonflikts. Seit dem Ende der Offensive Aserbaidschans gegen Arzach im September 2023, in dem die arzachischen Streitkräfte aufgrund militärischer Unterlegenheit ihre Waffen niederlegten und die Regierung der Republik Arzach kapitulieren musste, kontrolliert Arzach kein Territorium mehr. Dessen überwiegend aus ethnischen Armeniern bestehende Bevölkerung ist nach der Kapitulation in einer Größenordnung von über 100.000 Menschen fast vollständig geflohen und hält sich seitdem vor allem in der Republik Armenien auf. Das Gebiet Bergkarabach ist dabei innerhalb von nur wenigen Tagen nahezu entvölkert worden. Die im September nach der Kapitulation angekündigte offizielle Auflösung der Republik Arzach zum 1. Januar 2024 wurde im Dezember 2023 von der ins Exil gegangenen Regierung zurückgezogen.
Bereits in sowjetischer Zeit war das Gebiet der späteren Republik Arzach eine Autonome Oblast innerhalb der Aserbaidschanischen SSR. Ein Referendum über die Unabhängigkeit Bergkarabachs von Aserbaidschan am 10. Dezember 1991 sowie die Unabhängigkeitserklärung erfolgten im Zuge der Auflösung der Sowjetunion. Nach dem Ende des ersten Bergkarabachkrieges 1994 war Bergkarabach auch de facto unabhängig und hielt zudem umgebende, bis zum Krieg mehrheitlich von Aseris bewohnte Gebiete unter Kontrolle, womit die nächsten fast dreißig Jahre eine gemeinsame Grenze zur Republik Armenien bestand. Im zweiten Bergkarabachkrieg 2020 erlitt die sich inzwischen „Arzach“ nennende Republik trotz der Unterstützung Armeniens große Gebietsverluste, der sogenannte Latschin-Korridor wurde als nun letzte Verbindung zu Armenien durch russische Truppen eingerichtet, bevor der aserbaidschanische Angriff im September 2023 auf das verbliebene Rumpfgebiet Arzachs zum Zusammenbruch der Republik führte.

## Name
Der Name Arzach nimmt Bezug auf mehrere auf dem heutigen Staatsgebiet in der Vergangenheit existierende armenische politische Gebilde: die antike Provinz Arzach des armenischen Reiches sowie das mittelalterliche armenische Königreich Arzach.

## Geschichte

### Unabhängigkeit
Das erste Referendum über die Unabhängigkeit wurde am 10. Dezember 1991 abgehalten. Es wurde von der aserbaidschanischen Minderheit boykottiert. Ergebnis des Referendums:
|                   | Stimmen | Anteil in % |
| ----------------- | ------- | ----------- |
| Wahlberechtigte   | 132.328 | 100,00      |
| Wähler            | 108.736 | 82,2        |
| Ja-Stimmen        | 108.615 | 099,89      |
| Nein-Stimmen      | 000.024 | 000,02      |
| ungültige Stimmen | 000.095 | 000,09      |

### Verfassungsreferenden 2006 und 2017
Am 10. Dezember 2006 fand ein Referendum über einen Verfassungsentwurf statt. Ergebnis des Referendums:
|                 | Stimmen | Anteil in % |
| --------------- | ------- | ----------- |
| Wahlberechtigte | 90.077  | 100,00      |
| Wähler          | 78.389  | 087,02      |
| Ja-Stimmen      | 77.279  | 099,28      |
| Nein-Stimmen    | 00.554  | 000,72      |

Am 20. Februar 2017 wurde ein weiteres Verfassungsreferendum abgehalten. Mit einer Beteiligung von 76 % stimmten 87,6 % der Abstimmenden bei 9,7 % Gegenstimmen für eine neue Verfassung, mit der unter anderem an Stelle des bisherigen semi-präsidentiellen ein voll präsidentielles System eingeführt und der amtliche Name von „Republik Bergkarabach“ in „Republik Arzach“ geändert wurde, wobei „Republik Bergkarabach“ weiterhin als offizielles Synonym gilt.
|                 | Stimmen | Anteil in % |
| --------------- | ------- | ----------- |
| Wahlberechtigte | 102.757 | 100,00      |
| Wähler          | 079.314 | 076,44      |
| Ja-Stimmen      | 069.540 | 87,6        |
| Nein-Stimmen    | 007.686 | 09,7        |
| Ungültig        | 002.202 | 02,8        |

Das Referendum galt auch als Reaktion auf den aserbaidschanischen Angriff auf Bergkarabach Anfang April 2016, bei dem unter anderem das Dorf Talisch zerstört wurde. Durch ein reines Präsidialsystem sollte in Sicherheitsfragen rascher reagiert werden. Bei dem Referendum waren 104 Wahlbeobachter aus über 30 Ländern anwesend, darunter die drei Europaabgeordneten Frank Engel aus Luxemburg, Eleni Theocharous aus Zypern und Jaromír Štětina aus Tschechien, der ehemalige deutsche Botschafter in Jerewan, Hans-Jochen Schmidt, und der ehemalige deutsche Europaabgeordnete Hans-Jürgen Zahorka. Nach Angaben Schmidts und seines ehemaligen Nachfolgers als Botschafter in Jerewan, Reiner Morell, entsprach die Abstimmung – im Gegensatz zum autoritären Regierungsstil in Aserbaidschan – international akzeptierten Standards. Nach Informationen von Frank Engel beantragte daraufhin das „Terrorregime von Baku“ über Interpol die Auslieferung der europäischen Abgeordneten per „Roter Ausschreibung“.

### Zweiter Karabachkrieg 2020, Aserbaidschans Offensive 2023 und Zusammenbruch Arzachs
Im zweiten Bergkarabachkrieg 2020 erlitt Arzach trotz der Unterstützung Armeniens große Gebietsverluste, während gemäß Waffenstillstandsabkommen russische „Friedenstruppen“ vor Ort stationiert wurden, welche auch den sogenannten Latschin-Korridor bewachen und passierbar halten sollten. Seitdem erkannte die Regierung der Republik Armenien die Zugehörigkeit des Gebietes zu Aserbaidschan zunehmend an, beharrte jedoch stets auf glaubwürdigen Garantien für die Sicherheit der armenischen Bevölkerung Bergkarabachs. Obwohl seitdem bereits ein politischer Prozess zur Lösung des Konfliktes zu Gunsten von Aserbaidschan im Gange war, entschloss sich die aserbaidschanische Führung dennoch zu einem finalen Angriff im September 2023, der unter Zurückhaltung der russischen Truppen zum Zusammenbruch Arzachs führen sollte.
Im Zuge der Offensive Aserbaidschans im September 2023 gegen das verbliebene Rumpfgebiet der Republik Arzach am 19. September 2023 erklärte dessen Führung einen Tag später nach über 200 Toten, dass die Streitkräfte ihre Waffen niederlegen würden und man Gespräche über eine Integration in den Staat Aserbaidschan beginne. Am 28. September 2023 gaben die Behörden Arzachs bekannt, dass die international nicht anerkannte Republik zum 1. Januar 2024 aufgelöst werden solle. In den Tagen zuvor hatte bereits über die Hälfte der Bevölkerung die Region in Richtung Armenien verlassen. Die Massenflucht hielt weiter an, sodass bis zum 30. September die Zahl von über 100 000 Flüchtlingen erreicht war, welche fast die gesamte Bevölkerung Arzachs ausmachten. Im Oktober 2023 zogen auch die Regierung und Institutionen Arzachs nach Armenien und richteten sich in ihrer Botschaft in Eriwan ein. In den folgenden Monaten wurde über ein Weiterbestehen der Institutionen beraten. Die Erklärung für die Auflösung der Republik Arzach wurde am 22. Dezember 2023 zurückgezogen.

## Geographie

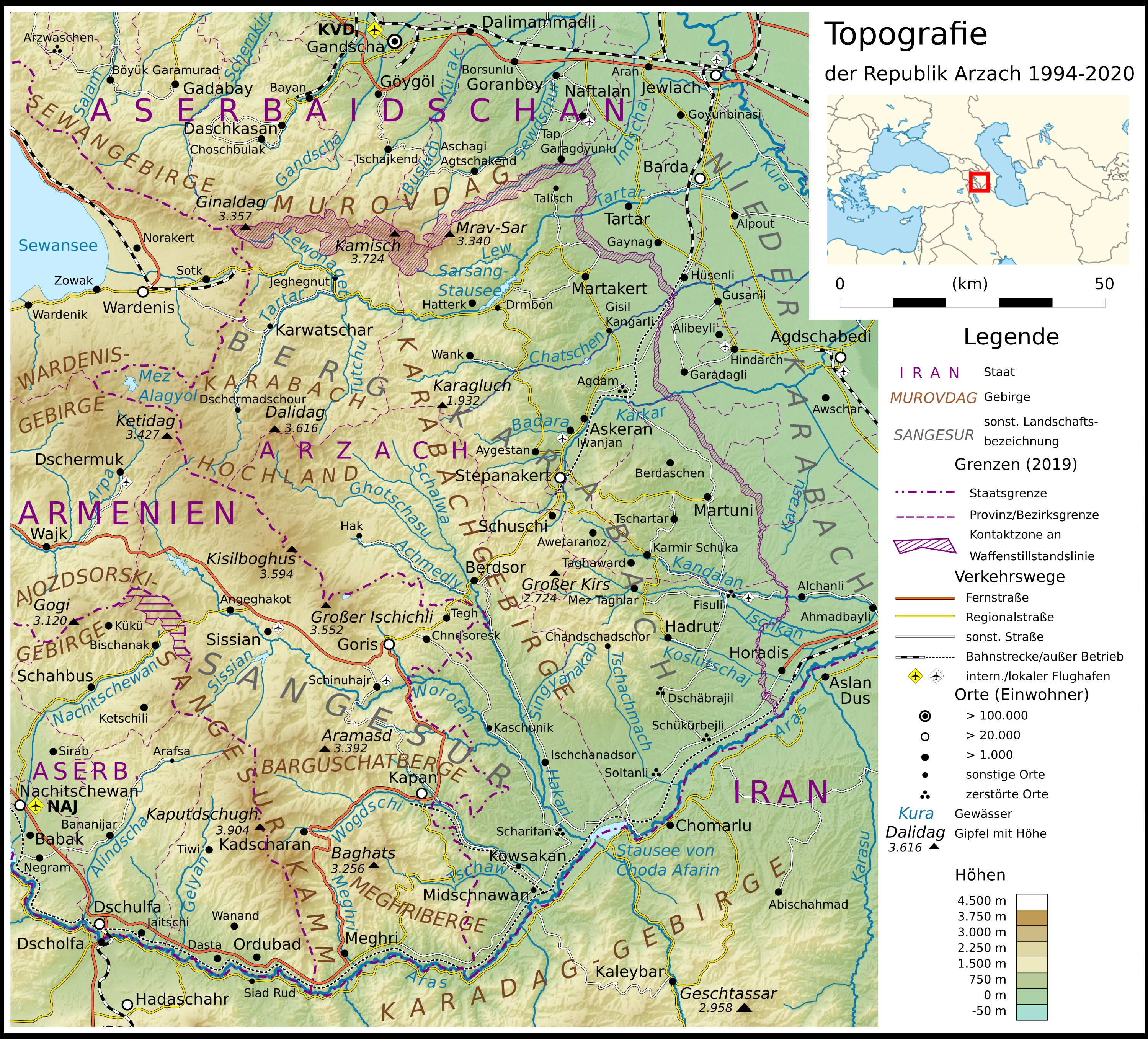
Topografie mit Grenzen vom September 2020

Das derzeit nur noch formell beanspruchte Gebiet der Republik liegt im Südwesten von Aserbaidschan in den östlichen Ausläufern des Kleinen Kaukasus. Es entspricht etwa der Region Bergkarabach, von der der Staat seinen zweiten Namen hat. Bis zum Bergkarabachkrieg 2020 grenzte Arzach im Süden an den Iran, zu dem der Aras die Grenze bildete, und im Westen an Armenien. Damit umfasste es als Ergebnis des ersten Bergkarabachkrieges mehr als die eigentliche Region Bergkarabach. Nach erheblichen Gebietsverlusten im Jahr 2020 war die Republik vollständig von aserbaidschanisch kontrolliertem Gebiet umgeben und auch einige Teile des Kerngebietes Bergkarabachs waren nicht mehr unter Kontrolle des de-facto-Regimes.
Die höchste Erhebung des bis 2023 verwalteten Gebietes war zuletzt der Mrav-Sar (Berg Mrav) mit 3340 m Höhe, bis 2020 war es noch der Gamış dağı mit 3724 m Höhe, beide im Murovdağ-Gebirgszug an der nördlichen Grenze der Republik gelegen. Das beanspruchte Gebiet der Republik wird dominiert vom südlich an den Murovdağ anschließenden Karabachgebirge. Die größte Wasserfläche stellt der Sarsang-Stausee dar. Wichtige Flüsse sind der Tartar, der Murovdağ und Karabachgebirge trennt, der Chatschen und der Karkar. An letzterem liegt die größte Stadt Stepanakert, bis Ende 2023 der Regierungssitz. Die Landschaft wechselt von Steppe in den tieferliegenden Tälern und Ebenen über dichte Eichen- und Buchenwälder zu Birkenwäldern und alpinen Wiesen in den höheren Lagen.

## Bevölkerung und Kultur

### Sprachen
Nachdem seit der Unabhängigkeitserklärung im Jahr 1991 Armenisch de facto die alleinige Amtssprache in der Republik Arzach gewesen war, ist sie dies seit Inkrafttreten der Verfassung der Republik Arzach im Dezember 2007 auch de jure. Die Verfassung garantiert allerdings in Artikel 15 den Gebrauch aller Sprachen, die in der Bevölkerung verbreitet sind. Andere Sprachen in dem Gebiet waren historisch Aserbaidschanisch, Kurdisch und Russisch. Wie in Armenien und Aserbaidschan ist Russisch die am meisten verbreitete Fremdsprache.

### Religion
Die armenische Bevölkerung, die laut Volkszählung von 2005 über 99 % der Bevölkerung ausmachte, gehört mehrheitlich der Armenischen Apostolischen Kirche an, während die bis zum ersten Bergkarabachkrieg hier ebenfalls lebenden (im Jahr 2005 laut Zensus noch sechs) Aserbaidschaner überwiegend Schiiten waren. Nach Abwanderung soll es im Jahr 2004 von einst mehreren Tausend noch etwa 30 Juden in der Republik Bergkarabach (Arzach) gegeben haben. Es gab zuletzt außerdem kleine Gruppen von evangelischen und von orthodoxen Christen. Die Religionszugehörigkeit wurde in Volkszählungen nicht erhoben. Znund, das Weihnachtsfest der Armenischen Apostolischen Kirche, wird als offizieller Feiertag am 6. Januar begangen.

### Bildung
In Stepanakert gibt es die Staatliche Universität Arzach, an der 2007 etwa 5000 Studierende immatrikuliert waren.

### Feiertage
Nationalfeiertag war der Unabhängigkeitstag am 2. September. Dieser ging auf die Unabhängigkeitserklärung von 1991 zurück. Weitere Feiertage waren der 10. Dezember (Referendum über die Unabhängigkeit von Aserbaidschan am 10. Dezember 1991), der 9. Mai als Tag des Sieges über den Faschismus im Zweiten Weltkrieg 1945 und der Eroberung der Stadt Schuschi durch die Armenier im ersten Bergkarabachkrieg 1992.

## Politik

### Status
Die Republik Arzach gehört völkerrechtlich zu Aserbaidschan, war aber seit dem Ende des Bergkarabachkonflikts 1994 fast dreißig Jahre lang bis 2023 de facto selbständig. Bis zum Zerfall der Sowjetunion und der Bildung selbständiger Staaten gehörte die Autonome Oblast Bergkarabach zur Aserbaidschanischen Sozialistischen Sowjetrepublik. Nach Artikel 87 der sowjetischen Verfassung war Bergkarabach ein autonomes Gebiet innerhalb der Aserbaidschanischen Sozialistischen Sowjetrepublik und laut Artikel 86 dieser unterstellt. Somit hatte es den niedrigsten Status in der sowjetischen territorialen Hierarchie und war nur für die kulturellen Angelegenheiten zuständig. Der Artikel 78 der Verfassung der Sowjetunion besagte auch, dass das Territorium einer Unionsrepublik ohne die Zustimmung der Sowjetunion nicht geändert werden konnte. Die Grenzen zwischen den Unionsrepubliken konnten demnach „nach beiderseitigem Übereinkommen der entsprechenden Republiken, das der Bestätigung durch die UdSSR bedarf, verändert werden“. Armenien erschöpfte diesen rechtlichen Weg durch die Verabschiedung der Resolution über den Anschluss von Bergkarabach an Armenien am 15. Juni 1988. Im Gegenzug verabschiedete Aserbaidschan am 17. Juni eine Gegenresolution, in der die territoriale Zugehörigkeit von Bergkarabach zu Aserbaidschan erneut bekräftigt wurde. Endgültig wurde der Fall aus sowjetischer Sicht am 18. Juli während der Sitzung des Obersten Sowjets der UdSSR geregelt: Der Anspruch der Armenischen SSR wurde abgelehnt. Ein anderer Rechtsweg wäre das Sezessionsgesetz der UdSSR gewesen, worauf die armenische Argumentation beruhte. Dieses Gesetz erlaubte den autonomen Einheiten in der jeweiligen Unionsrepublik, entweder in der sich abspaltenden Republik oder in der UdSSR zu bleiben. Dabei war die Unabhängigkeit jedoch nicht als eine Option vorgesehen. Darüber hinaus war der Prozess der Sezession nach diesem Gesetz sehr lang und kompliziert. Diese Prozedur wurde nicht eingehalten.
Die Jahrzehnte währende De-facto-Selbständigkeit der international nicht anerkannten Republik wurde stets von Aserbaidschan bestritten. Dabei vertrat die aserbaidschanische Diplomatie die Meinung, dass die Existenz der sogenannten Republik Arzach lediglich der Vertuschung einer Okkupation, also Besatzung, durch die benachbarte Republik Armenien diente. Armenien selbst hat die Republik Arzach auf offizieller Ebene ebenfalls nicht anerkannt. Gesetzentwürfe zur Anerkennung der Unabhängigkeit wurden im armenischen Parlament von der jeweiligen Regierungspartei blockiert und vom Außenministerium abgelehnt. Die damalige Regierung der Republikanischen Partei Armeniens etwa begründete diese Position 2013 mit den damals laufenden Verhandlungen mit Aserbaidschan im Rahmen der Minsker Gruppe der OSZE. Die Aussage des selbst aus Bergkarabach stammenden armenischen Präsidenten Sersch Sargsjan Ende September 2015, in der er Bergkarabach als „untrennbaren Teil“ Armeniens bezeichnete, hielt Aserbaidschan für einen weiteren Beweis für die aus ihrer Sicht bestehende Okkupation von aserbaidschanischen Territorien durch Armenien, sowie für die juristisch-politische Verantwortung Armeniens im Konflikt. Der amerikanische Ko-Vorsitzende der Minsker Gruppe der OSZE, Matthew Bryza, zeigte sich von der Äußerung des armenischen Präsidenten überrascht, da diese der seitens Armeniens langjährig vertretenen Position widerspreche.
Der Weltsicherheitsrat der Vereinten Nationen verabschiedete 1993 vier Resolutionen bezüglich der Bergkarabach-Frage, in denen Bergkarabach als Teil Aserbaidschans bezeichnet wird und die die Konfliktparteien zu einer friedlichen Lösung des Konflikts auffordern. In diesem Sinne äußerte sich auch der Europarat in einer Resolution vom Januar 2005. Am 14. März 2008 verabschiedete die UN-Vollversammlung mit 39 gegen 7 Stimmen bei 100 Enthaltungen eine Resolution zum Konflikt um Bergkarabach, in der sie von Armenien einen „sofortigen und vollständigen Abzug der Truppen aus den besetzten aserbaidschanischen Gebieten“ fordert. Befürworter der Resolution waren bis auf wenige Ausnahmen überwiegend Mitglieder der GUAM und der Organisation für Islamische Zusammenarbeit, denen Aserbaidschan angehört. Die drei Mitgliedsstaaten der Minsker OSZE-Gruppe (Frankreich, USA, Russland) lehnten die Resolution ab.
Zusammen mit Abchasien, Südossetien und Transnistrien bildet die Republik Arzach die Gemeinschaft nicht-anerkannter Staaten.

#### Die Unabhängigkeit anerkennenden Resolutionen innerhalb der USA und Australiens
Am 17. Mai 2012 verabschiedete das Repräsentantenhaus des US-Bundesstaates Rhode Island eine Resolution, in der das Gebiet von Bergkarabach als historisch armenisches Territorium anerkannt wurde. Darin wurde US-Präsident Barack Obama sowie der US-Kongress dazu aufgefordert, die Unabhängigkeit der Republik Bergkarabach (Arzach) anzuerkennen, und Bemühungen der Republik, sich als eine freie und unabhängige Nation zu entwickeln, wurden befürwortet und bestärkt. Am 6. August folgte das Parlament von Massachusetts, am 2. März 2016 das Repräsentantenhaus Georgias.
Am 25. Oktober 2012 verabschiedete der australische Bundesstaat New South Wales einstimmig eine Resolution, in der die unabhängige Republik Bergkarabach (Arzach) sowie das Recht auf Selbstbestimmung ihrer armenischen Bevölkerung anerkannt wurde. Am 10. April 2013 verabschiedete der US-Bundesstaat Maine eine Resolution, in der die Unabhängigkeit der Republik Bergkarabach und das Recht auf Selbstbestimmung anerkannt wurden und in der der US-Präsident und der US-Kongress aufgefordert wurden, dies ebenfalls zu tun. Am 30. Mai 2013 folgte der Senat Louisianas mit der Anerkennung durch Resolution 151. Am 8. Mai 2014 folgte schließlich Kalifornien. Nach dem Krieg um Bergkarabach 2020 erkannte im Juli 2021 auch New Jersey die Unabhängigkeit der inzwischen Arzach genannten Republik an.

### Parlament
Das Einkammerparlament der Republik Arzach, die Nationalversammlung, besteht aus 33 für fünf Jahre gewählten Abgeordneten. 22 Mitglieder der Nationalversammlung werden nach dem arzachischen Wahlrecht in den jeweiligen Wahlkreisen („single-mandate districts“) unter Anwendung des relativen Mehrheitswahlrechts gewählt. Die restlichen elf werden in landesweiter Verhältniswahl gewählt. Seit das gesamte Territorium der Republik Ende September 2023 unter Kontrolle Aserbaidschans gelangt und fast die gesamte Bevölkerung geflohen ist, sind keine arzachischen Wahlen mehr möglich. Auch Mitglieder des Parlaments und der Regierung sind geflohen oder vereinzelt durch Behörden Aserbaidschans verhaftet worden.

### Präsident
Mit dem Verfassungsreferendum am 20. Februar 2017 wurde ein Präsidialsystem eingeführt. Der damalige Amtsinhaber Bako Sahakjan war am 19. Juli 2007 zum Präsidenten gewählt worden und hatte das Amt am 7. September 2007 angetreten. Bei den allgemeinen Wahlen 2020 (erste Runde am 31. März 2020, Stichwahl am 14. April 2020) wurde Arajik Harutjunjan zum Präsidenten gewählt, er trat das Amt am 21. Mai 2020 an. Am 1. September 2023 trat er zurück, wonach das Parlament am 9. September Samwel Schahramanjan zum Nachfolger wählte.

### Auswärtige Beziehungen
Um den Konflikt mit Aserbaidschan nicht zu verstärken, hatte Armenien die Republik Arzach nicht offiziell anerkannt, behielt sich dies aber im Falle des Scheiterns der Verhandlungen mit Aserbaidschan vor. Die Vereinigten Staaten erkennen die Republik Arzach nicht an, gewährten aber neben Armenien als einziger Staat der Welt Entwicklungshilfe, beispielsweise einen Kredit für die Wiederinstandsetzung der Bierbrauerei „Adana“.
Das Außenministerium der Republik Arzach unterhält Büros in verschiedenen Staaten:
- Armenien
- Australien
- Deutschland
- Frankreich
- Libanon (zuständig für den gesamten Nahen Osten)
- Russland
- Vereinigte Staaten

### Militär
Die Streitkräfte der Republik Arzach wurden während des Bergkarabachkrieges gegründet. In den letzten Jahren seines Bestehens umfasste die Armee ca. 20 000 Soldatinnen und Soldaten (ohne Reservisten). Die Hauptaufgabe der Streitkräfte war die Verteidigung der Grenze der nicht anerkannten Republik. Entlang der von 1994 bis 2020 existierenden Grenze waren Schützengräben ausgehoben und hier kam es immer wieder zu Schusswechseln mit den Aserbaidschanischen Streitkräften mit Toten und Verletzten. Die deutsche Bundesregierung schrieb in ihrer Antwort auf eine kleine Anfrage der Bundestagsfraktion Die Linke (18/2816) im Jahr 2014, dass „von den 23 000 Soldaten der ‚Selbstverteidigungskräfte‘ der sogenannten Republik Berg-Karabach 8 000 Soldaten Angehörige der regulären Streitkräfte der Republik Armenien“ seien. Der überwiegende Teil der „Selbstverteidigungskräfte“ werde nach der Schätzung der Bundesregierung „durch Wehrpflichtige gestellt, die wiederum mehrheitlich aus Armenien rekrutiert“ würden.
Am 20. September 2023 stimmte die Regierung der Republik Arzach nach einer Offensive Aserbaidschans der Entwaffnung der seit dem Krieg 2020 erheblich geschwächten Streitkräfte und Gesprächen über eine Integration in die Republik Aserbaidschan zu.

## Verwaltungsgliederung und Städte

Gliederung in Provinzen bis 2020
Hauptstadt Stepanakert

Die Republik Arzach gliedert sich in die sieben Provinzen Askeran, Hadrut, Kaschatach, Martakert, Martuni, Schahumjan und Schuschi. Die Hauptstadt Stepanakert gehört zu keiner Provinz. Die Provinz Hadrut befindet sich seit November 2020 vollständig unter aserbaidschanischer Kontrolle, die Provinzen Schahumjan und Kaschatach fast vollständig und die Provinzen Martakert und Martuni bereits seit dem Krieg zu Beginn der 1990er Jahre zu kleineren Teilen.

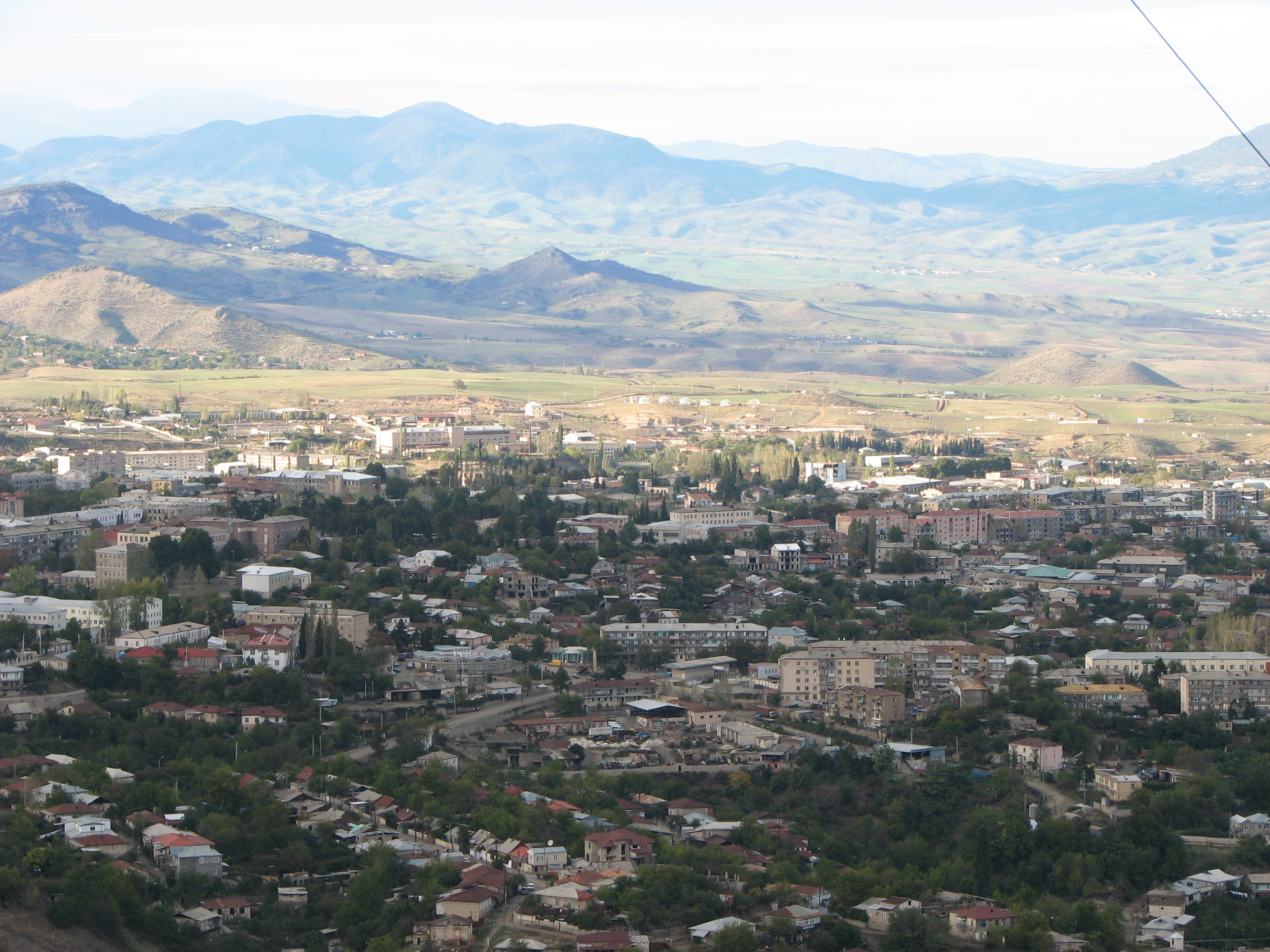
Die Hauptstadt Stepanakert, die heute mit weitem Abstand größte Stadt der Republik
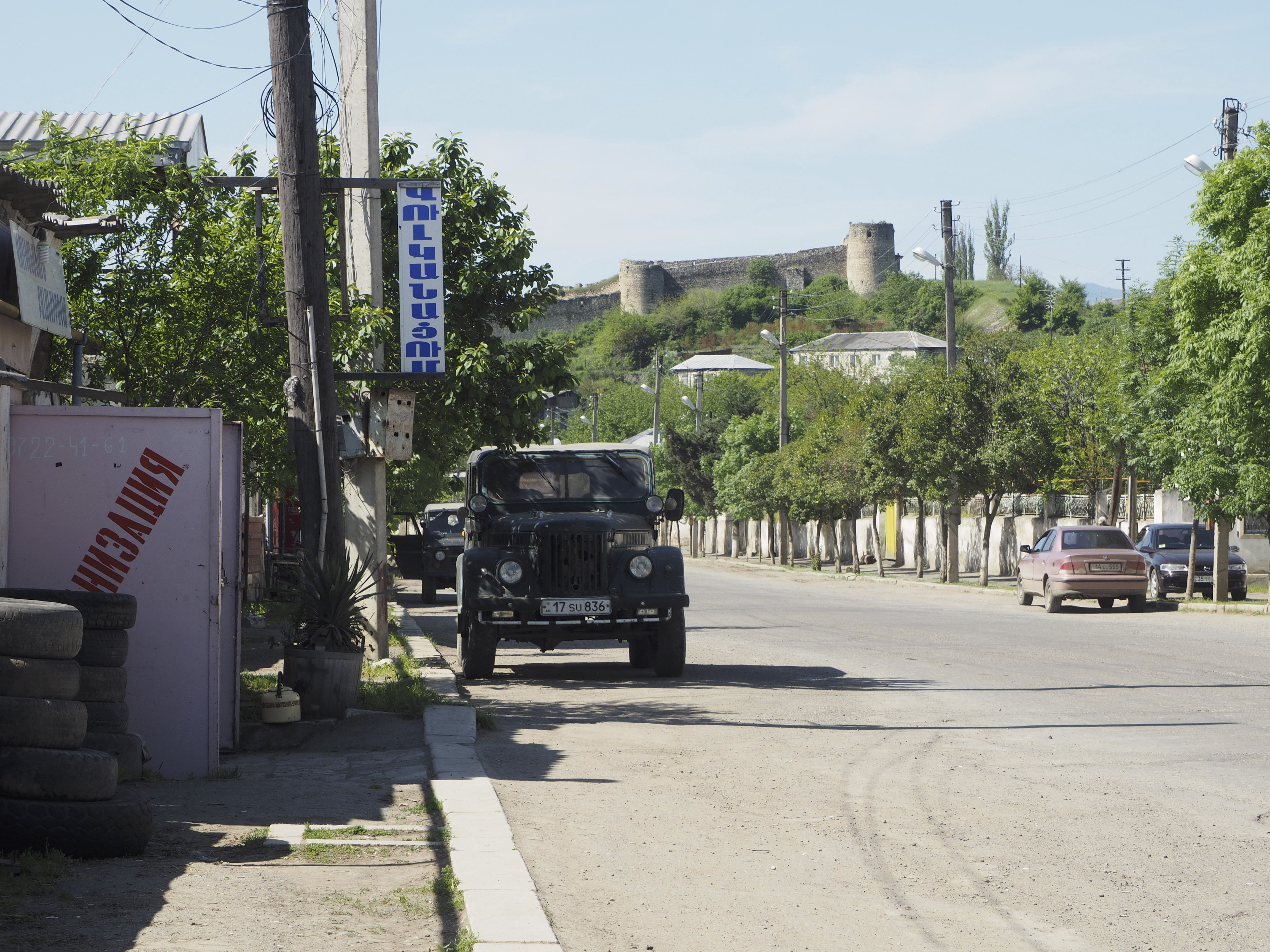
Die Provinzhauptstadt Askeran
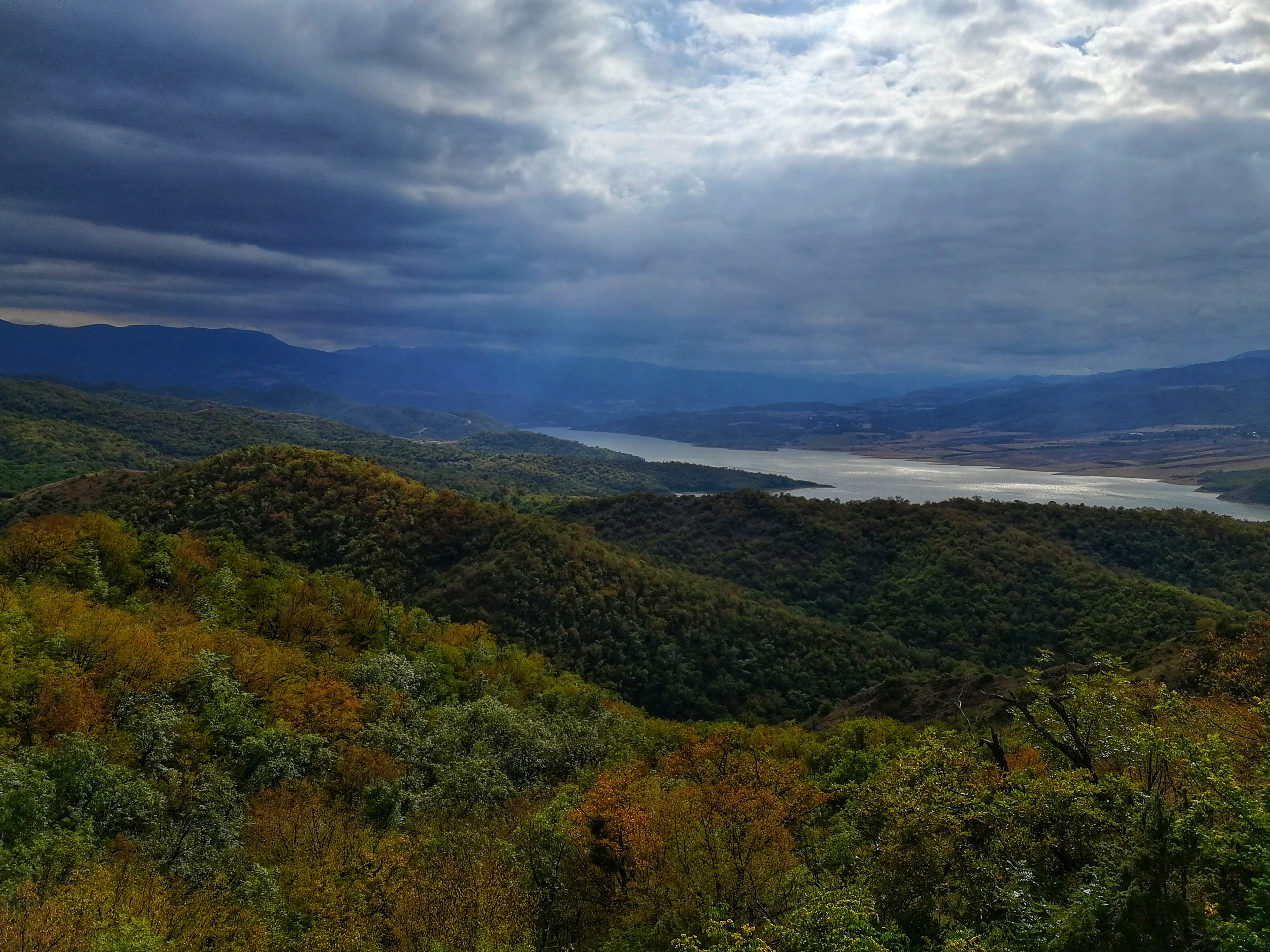
Der Sarsang-Stausee in der flächenmäßig größten Provinz Martakert
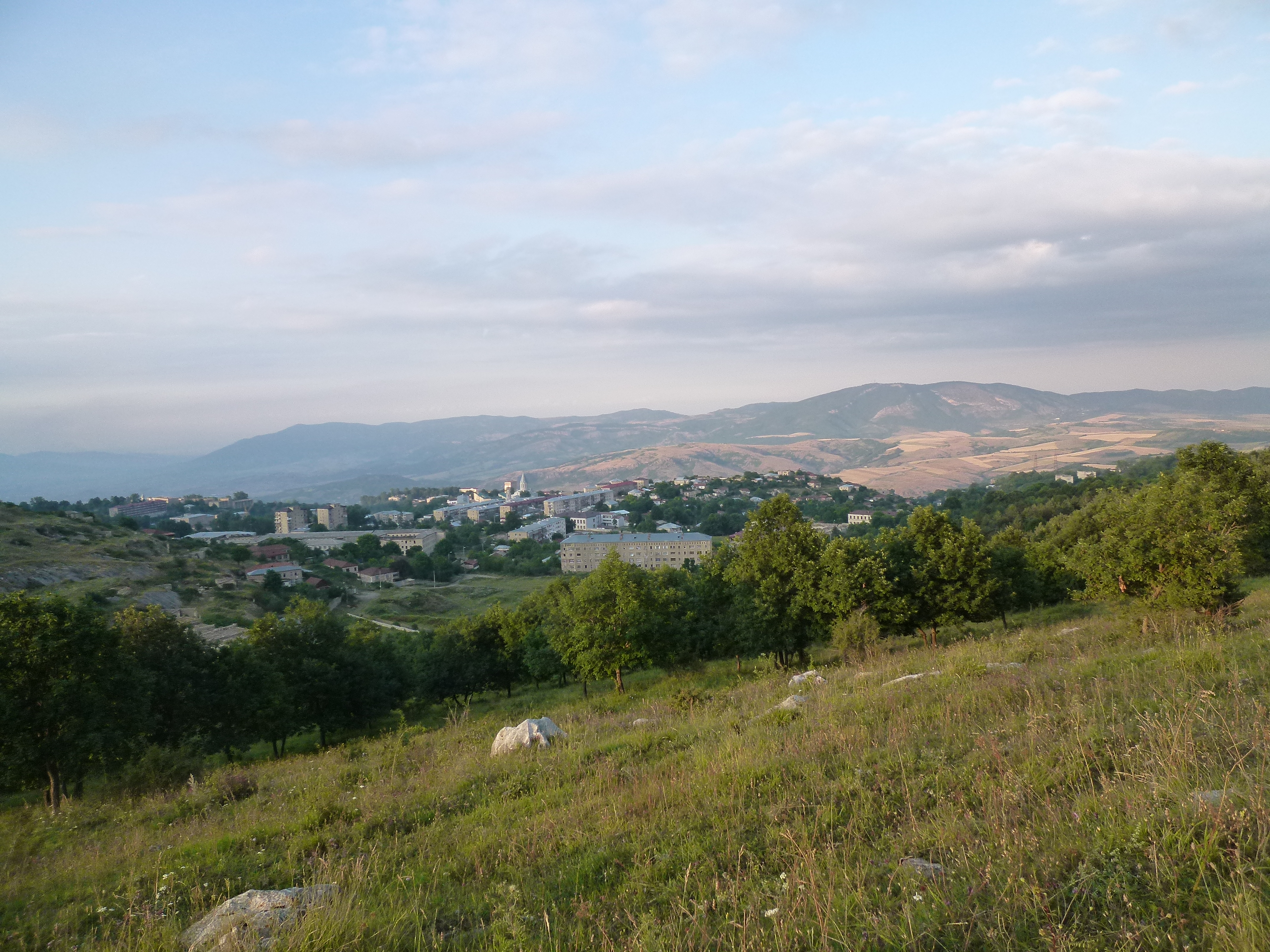
Schuschi/Şuşa, historisch bedeutsame und ehemals zweitgrößte Stadt der Autonomen Oblast, verlor bis 1994 vier Fünftel seiner 1989 vorwiegend aserbaidschanischen Einwohner und fiel 2020 wieder an Aserbaidschan.

In Bergkarabach gibt es – gemäß Jurisdiktion der Republik – zehn Städte. Einige der Städte gingen im Zuge des Krieges bis November 2020 wieder an Aserbaidschan verloren und verloren in Folge der Kämpfe weiter an Einwohnern. Die folgende Tabelle enthält die Städte mit ihrer Provinzzugehörigkeit gemäß Jurisdiktion der Republik Arzach. Die Einwohnerzahlen entsprechend der Volkszählung von 2005 sowie – soweit verfügbar – zum Vergleich die Angaben der letzten sowjetischen Volkszählung 1989, (vor dem Beginn der Kampfhandlungen des Karabachkonflikts) und zusätzlich die jeweiligen offiziellen aserbaidschanischen Namen und Rayon-Zugehörigkeiten der Orte gemäß der Aufteilung von 1991. Kursiv sind zusätzlich Städte aufgeführt, die nach Lesart der Republik Arzach ihren Stadtstatus verloren haben. Mit Ausnahme von Xocalı/Iwanjan – dieses hatte erst 1990 aserbaidschanisches Stadtrecht erhalten – wurden diese Ortschaften im Verlauf des Krieges bis 1994 soweit zerstört, dass sie 2005 keine bis nur noch unter 100 Einwohner hatten. Ağdam/Akna wird seit November 2010 von den Behörden der Republik Arzach als Ortsteil der Provinzhauptstadt Askeran mit zu diesem Zeitpunkt wieder 360 Einwohnern geführt. Die Gesamteinwohnerzahl aller genannten Ortschaften sank zwischen 1989 und 2005 von etwa 180.000 auf gut 70.000, also um etwa 60 %. Die sortierbare Tabelle ist anfangs absteigend nach der Einwohnerzahl 2005 sortiert:
| Name        | Armenisch   | Provinz     | Aserbaidschanisch | Rayon     | Einwohner (1989) | Einwohner (2005) | Zugehörigkeit Dezember 2020 |
| ----------- | ----------- | ----------- | ----------------- | --------- | ---------------- | ---------------- | --------------------------- |
| Stepanakert | Ստեփանակերտ | provinzfrei | Xankəndi          | rayonfrei | 56.705           | 49.986           | Arzach                      |
| Martuni     | Մարտունի    | Martuni     | Xocavənd          | Xocavənd  | 06.998           | 04.878           | Arzach                      |
| Martakert   | Մարտակերտ   | Martakert   | Ağdərə            | Tərtər    | 08.325           | 04.262           | Arzach                      |
| Schuschi    | Շուշի       | Schuschi    | Şuşa              | Şuşa      | 15.039           | 03.191           | Aserbaidschan               |
| Hadrut      | Հադրութ     | Hadrut      | Hadrut            | Xocavənd  | 02.614           | 02.770           | Aserbaidschan               |
| Berdsor     | Բերձոր      | Kaschatach  | Laçın             | Laçın     | 07.829           | 02.247           | Aserbaidschan               |
| Askeran     | Ասկերան     | Askeran     | Əsgəran           | Xocalı    | 02.024           | 01.967           | Arzach                      |
| Iwanjan     | Իվանյան     | Askeran     | Xocalı            | Xocalı    | 0000…            | 01.021           | Arzach                      |
| Karwatschar | Քարվաճառ    | Schahumjan  | Kəlbəcər          | Kəlbəcər  | 07.246           | 00.491           | Aserbaidschan               |
| Kowsakan    | Կովսական    | Kaschatach  | Zəngilan          | Zəngilan  | 06.968           | 00.376           | Aserbaidschan               |
| Midschnawan | Միջնավան    | Kaschatach  | Mincivan          | Zəngilan  | 05.506           | 00.344           | Aserbaidschan               |
| Waranda     | Վարանդա     | Hadrut      | Füzuli            | Füzuli    | 17.090           | 00.070           | Aserbaidschan               |
| Sanassar    | Սանասար     | Kaschatach  | Qubadlı           | Qubadlı   | 05.508           | 00.069           | Aserbaidschan               |
| Akna        | Ակնա        | Askeran     | Ağdam             | Ağdam     | 28.031           | 000.…            | Aserbaidschan               |
| Dschrakan   | Ջրական      | Hadrut      | Cəbrayıl          | Cəbrayıl  | 06.070           | 000.…            | Aserbaidschan               |

## Wirtschaft

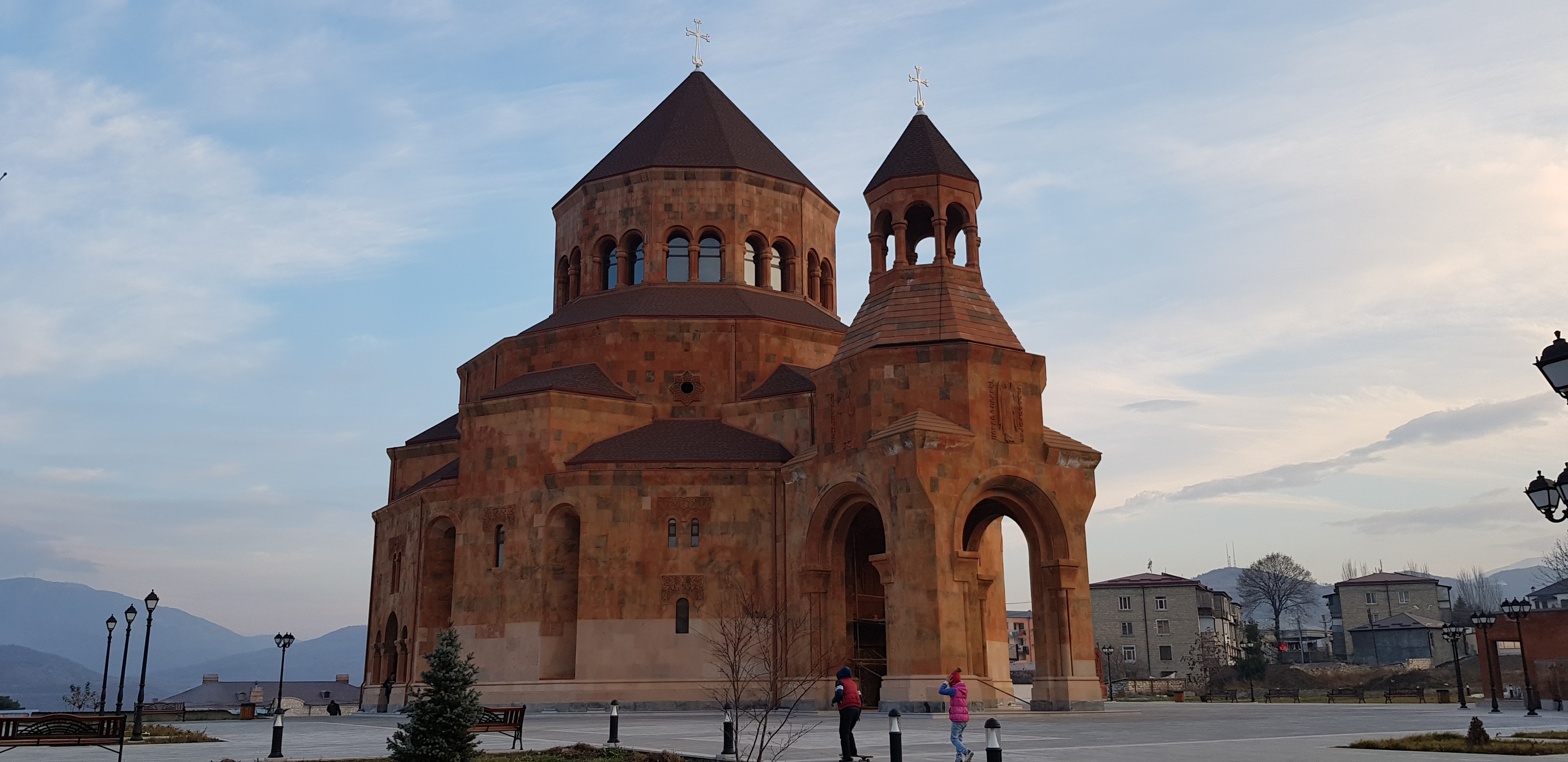
Die zwischen 2006 und 2019 erbaute Mariä-Schutz-und-Fürbitte-Kathedrale in Stepanakert

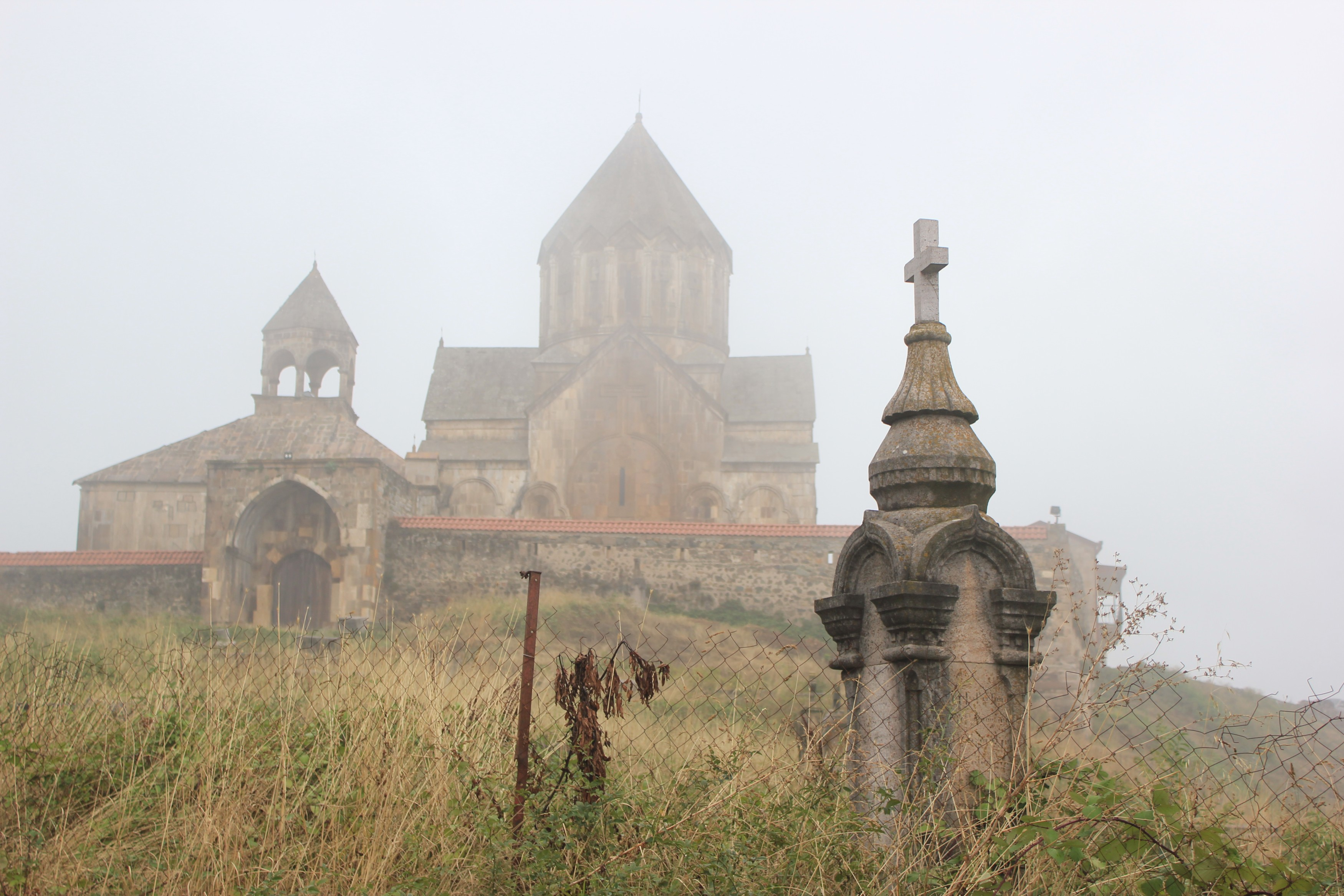
Kloster Gandsassar (Provinz Martakert)

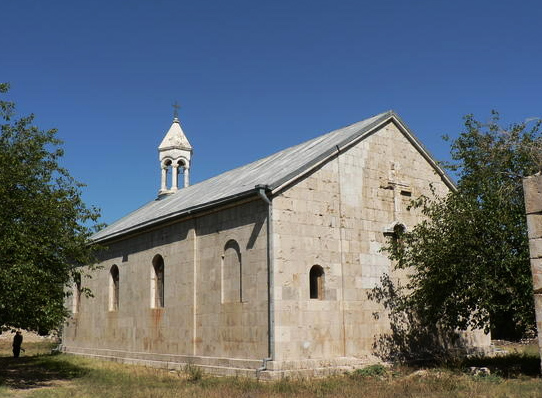
Kloster Amaras (Provinz Martuni), dessen Ursprünge im 4. Jahrhundert liegen

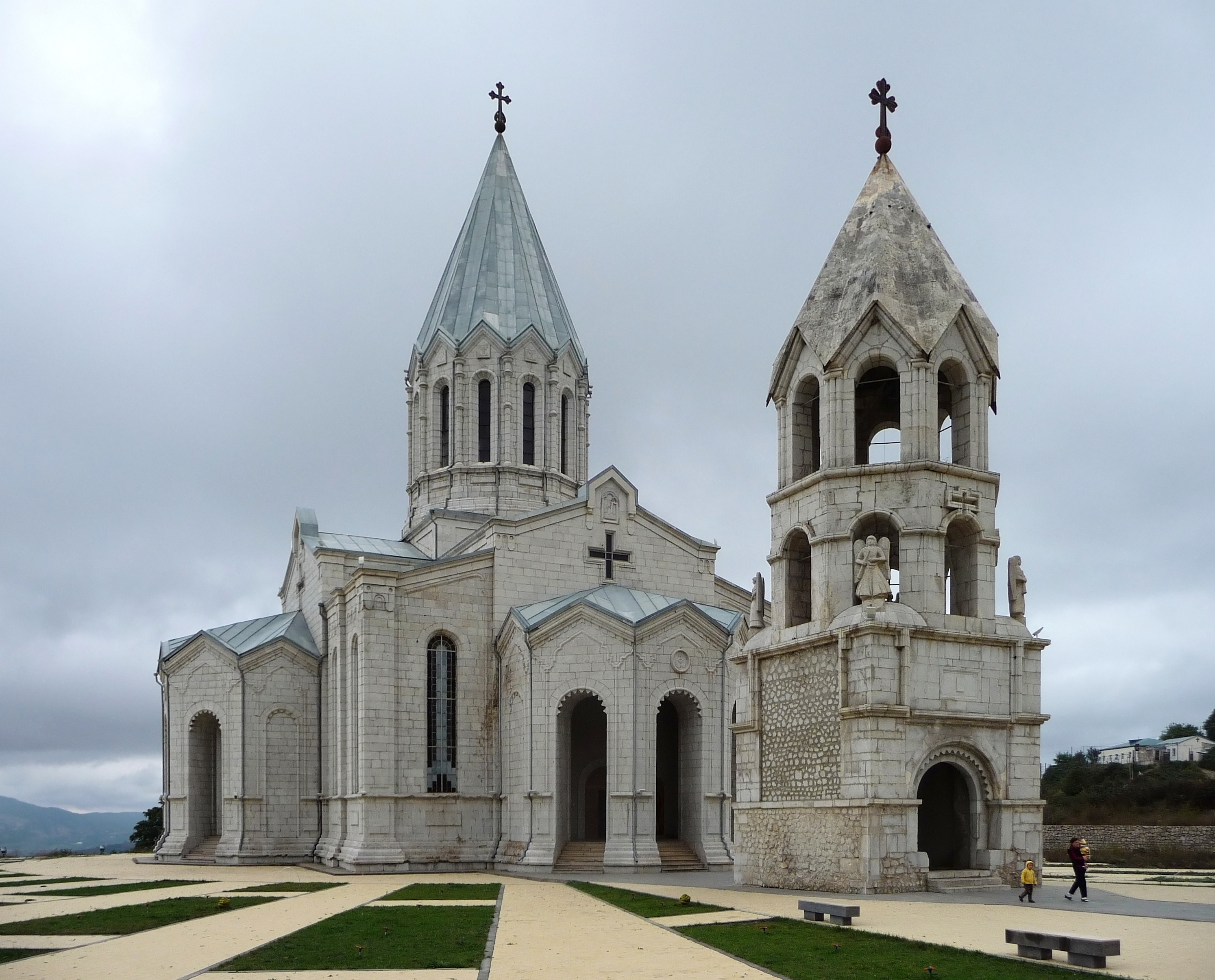
Die armenische Ghasantschezoz-Kathedrale aus dem 19. Jahrhundert in Şuşa/Schuschi liegt seit November 2020 wieder auf aserbaidschanisch kontrolliertem Gebiet.

Anfang der 1990er Jahre brach die Wirtschaft zusammen. Die Gründe waren das Ende des Wirtschaftssystems der UdSSR, weit schlimmer aber war der Krieg um Bergkarabach, in dessen Verlauf weite Teile des Landes zerstört wurden.
Seit dem Abschluss des Waffenstillstandes 1994 wird die Wirtschaft in erster Linie von drei Faktoren belastet:
- den geschlossenen Grenzen zu Aserbaidschan,
- fehlender Entwicklungshilfe (nur von Armenien und in geringem Ausmaß von den Vereinigten Staaten),
- auch infolgedessen kaum Investitionen von ausländischen Unternehmen.

Beim Wiederaufbau des Landes spielt die armenische Diaspora eine zentrale Rolle. Beispielsweise begann 1995 der Bau einer neuen Fernstraße vom armenischen Goris nach Stepanakert, wodurch sich die Reisezeit von knapp drei Stunden auf 60 bis 80 Minuten verkürzte. 1999 wurde die Straße, die (wirtschaftlich und militärisch) von strategischer Bedeutung ist, fertiggestellt. Den größten Teil der Kosten (rund 10 Millionen US-Dollar) übernahm die halbstaatliche Allarmenische Stiftung, die weltweit um Spenden aus der Diaspora geworben hatte.
Ab 2000 kam ein bescheidener, aber spürbarer Wirtschaftsaufschwung in Gang. Im Februar 2002 nahm die libanesische Firma Karabach Telekom den Betrieb auf. 2005 betrug das Bruttoinlandsprodukt nach offiziellen Angaben 51,4 Milliarden Dram (rund 114 Millionen US-Dollar), fast doppelt so viel wie 2001. Der wichtigste Sektor ist nach wie vor die Landwirtschaft, die 2005 rund 40 Prozent des BIP erwirtschaftete, womit sie im Vergleich zum Vorjahr um 5,6 % wuchs. Gut 20 % steuerte die Bauindustrie bei, die allerdings im Vergleich zum Vorjahr um rund 38 % wuchs. Trotz dieses Baubooms ist die Arbeitslosigkeit jedoch nach wie vor das größte Problem. Der Außenhandel, der über Armenien als Zwischenstation abgewickelt wird, wuchs 2005 um 15 %. In der ersten Hälfte des Jahres 2007 nahm die Republik Arzach nach Angaben des Statistikamtes etwa 16,67 Millionen US-Dollar an Steuereinnahmen ein. Im Anschluss an den Zweiten Karabachkrieg 2020 brach die Wirtschaft ein. So sank das BIP 2021 um 12,7 % und die Industrieproduktion um ein Drittel ein.
Die Republik Arzach befindet sich in einer Wirtschafts- und Währungsunion mit Armenien. Der armenische Dram ist gesetzliches Zahlungsmittel. Es gibt seit 2005 auch den Karabach-Dram, der gegen den armenischen Dram im Verhältnis eins zu eins getauscht werden kann. Allerdings befinden sich in Bergkarabach selbst praktisch keine dieser Noten und Münzen im Umlauf. Es scheint sich eher um eine Einnahmequelle des Staates zu handeln, denn im Internet sind Karabach-Dram-Noten und -Münzen im Handel. Auf den Internetseiten des Außenministeriums der Republik Arzach befinden sich Stand 2023 keine Informationen zum Karabach-Dram. Die Banknoten wurden 2004 gedruckt, seitdem gab es keine weiteren Ausgaben.

### Tourismus
Verstärkt wurde versucht, den Tourismus zu beleben. 2005 kamen etwa 4000 Touristen in die Republik Arzach. Hervorzuheben ist der Dschanapar-Wanderweg.
Der Bergkarabach-Konflikt beeinträchtigt die Entwicklung des Tourismus in der Region. So rät das Auswärtige Amt von „Reisen in die Region Bergkarabach sowie die im Südwesten gelegenen, armenisch besetzten Bezirke Agdam, Füsuli, Dschabrayil, Sangilan, Kubadli, Ladschin und Kalbadschar“ dringend ab. Auf der Website des Auswärtigen Amts werden die Reisenden davor gewarnt, dass es immer wieder zu Schusswechseln an der Waffenstillstandslinie komme, außerdem bestehe Minengefahr. Eine Reise nach Bergkarabach ohne Zustimmung der aserbaidschanischen Behörden kann auch rechtliche Konsequenzen haben. Das Auswärtige Amt teilt mit, dass den „Reisenden, deren Pässe Visa und/oder Einreisestempel der sogenannten ‚Republik Bergkarabach‘ enthalten, kein Visum für die Einreise nach Aserbaidschan erteilt“ werde. Diese Regelung werde grundsätzlich auch angewandt, wenn aserbaidschanische Behörden auf anderen Wegen Kenntnis von Reisen nach Bergkarabach oder in die umliegenden von Armenien besetzten aserbaidschanischen Gebiete erhalten. Es war geplant, die Republik Arzach vom Flughafen Jerewan in Armenien mit Artsakh Air zu erreichen. Angeflogen werden sollte der neu erbaute Flughafen Stepanakert. Aserbaidschanische Behörden warnten hingegen, dass jedes Flugzeug, das auf diesem Flughafen landen wollte, zerstört werden könnte.